# Gegantó Lloro del 36
El Gegantó Lloro del 36, vinculat a la colla gegantera del Poblenou, és una figura que representa un personatge conegut del costumari del barri: el lloro —avui dissecat— que pertanyia a la licorera del carrer del Taulat, just davant d'on hi havia la parada del tramvia 36. És una figura grisa amb la cua vermella que porta una gorra de plat de tramviaire.
El lloro de la licorera és protagonista d'una història ben divertida. Diuen que va aprendre a imitar el xiulet dels caps de línia i, per això, el tramvia sempre sortia de l'estació abans d'hora.
La iniciativa de construir el gegantó sorgeix dels geganters del Poblenou mateix, que volien una figura que poguessin portar els nens i nenes de la colla. Es va encarregar a l'artista terrassenc Jordi Grau, del Taller el Drac Petit, que el va enllestir el setembre del 1996, a punt per a participar en la festa major del barri, on no ha faltat mai des d'aleshores.
El Lloro del 36 també surt a les festes de la Mercè i a les de Santa Eulàlia, i a les trobades i cercaviles on el conviden, sempre portat pels més joves de la colla de Gegants del Poblenou. Quan no surt es pot visitar al Centre d'Imatgeria Festiva Can Saladrigas, on és exposat permanentment amb les altres figures del barri.